# Sønderborg Sommer Revy
Sønderborg Sommer Revy er en revy, der siden starten i 1982 og (med undtagelse af corona-året 2020) hver sommer har spillet i Sønderborg.

## Historie
Sønderborg Sommer Revy startede i 1982 som en lokal revy i Sønderborg på initiativ af reklamemanden Gert Behnke, der udarbejdede ideen sammen med Leif Maibom og en lille gruppe revyamatører fra Lysabild på det sydlige Als.
I takt med at revyen udviklede sig, blev flere af amatørerne, der fortrinsvis var lærere, løbende skiftet ud med etablerede skuespillere, og efter 10 år var det kun Leif Maibom, der var tilbage fra den oprindelige trup. Leif Maiboms kone, Johnna Maibom, der også havde været med fra starten, overtog efterhånden alt vedrørende billetsalg og administration, og sammen ejede og drev de revyen igennem 35 år.
Revyen startede på det daværende Teaterhotel, der efter to år blev nedlagt. Siden fulgte fire år i teatersalen på Sønderborg Statsskole, hvorefter revyen kom til det nyåbnede Hotel Scandic - nu Hotel Sønderborg Strand. Her spillede revyen først i mange år i en lille sal med plads til 300 tilskuere. I 2002 flyttede revyen ind på Sønderborg Teater (500 pladser), der er sammenhængende med Hotel Sønderborg Strand (tidl. Comwell).
I 2017 meldte revyparret Maibom ud, at de ønskede at stoppe som ejere og direktør af Sønderborg Sommer Revy. Revyen blev overdraget løbende til skuespiller og instruktør Jeanne Boel og hendes mand, scenograf, Klaus Kristensen, og fra oktober 2020 var Jeanne Boel og Klaus Kristensen eneejere af revyen. Sæsonen 2017 blev også Leif Maiboms sidste som skuespiller i revyen. 
2024 bliver slutningen for Jeanne Boel og Klaus Kristensen som revydirektører og -ejere af Sønderborg Sommer Revy, og stafetten gives videre til Jeff Ace Schjerlund, som fra 2025 bliver revyens nye direktør, samt Kim Ace Schjerlund som bliver revyens kommende instruktør og scenograf. 

## Medvirkende gennem årene
Ud over Leif Maibom, der har medvirket alle år fra 1982-2017, har Sønderborg Sommer Revy haft deltagelse af skuespillere som Pia Rosenbaum, Flemming Jensen, Jeanne Boel, Karsten Jansfort, Pernille Schrøder, Katja Holm, Tom Jensen, Rasmus Krogsgaard, Max Hansen Jr., Lone Rødbroe, Anne Karin Broberg, Jan Schou, Dario Campeotto, Bente Eskesen, Trine Gadeberg, Asger Reher m.fl.
Leif Maibom har også været instruktør på revyerne men har flere gange haft en med-instruktør bl.a. Jan Hertz, Søren Hauch-Fausbøll, Per Pallesen og Jan Schou.

## Tidligere forestillinger
- 1982

Medvirkende: Inger Lolby, Dagmar Bjerregaard, Esben Andersen, Svend Bladt, Johnna Maibom og Leif Maibom
- 1983

Medvirkende: Inger Lolby, Dagmar Bjerregaard, Uffe Andersen, Johnna Maibom og Leif Maibom
- 1984

Medvirkende: Inger Lolby, Dagmar Bjerregaard, Esben Andersen, Svend Bladt, Johnna Maibom og Leif Maibom
- 1985

Medvirkende: Inger Lolby, Dagmar Bjerregaard, Ruben Stokholm (gik ud kort efter premieren grundet sygdom), Johnna Maibom og Leif Maibom
- 1986 - 5'eren

Medvirkende: Inger Lolby, Dagmar Bjerregaard, Johnna Maibom og Leif Maibom
- 1987 - Går i luften

Medvirkende: Inger Lolby, Dagmar Bjerregaard, Johnna Maibom og Leif Maibom
- 1988 - Sommerskæg på Scandic

Medvirkende: Inger Lolby, Dagmar Bjerregaard, Johnna Maibom og Leif Maibom
- 1989

Medvirkende: Inger Lolby, Lone Lau, Sir Benny Fjeldsøe, Johnna Maibom og Leif Maibom
- 1990

Medvirkende: Inger Lolby, Lone Lau, Sir Benny Fjeldsøe, Johnna Maibom og Leif Maibom
- 1991 - Sommerskæg på Scandic

Medvirkende: Inger Lolby, Lone Lau, Sir Benny Fjeldsøe, Johnna Maibom og Leif Maibom
- 1992 - Sommerskæg på Scandic

Medvirkende: Anne-Karin Broberg, Lone Lau, Sir Benny Fjeldsøe, Dario Campeotto og Leif Maibom
- 1993

Medvirkende: Anne-Karin Broberg, Lone Lau, Sir Benny Fjeldsøe, Jan Schou og Leif Maibom
- 1994

Medvirkende: Anne-Karin Broberg, Mette Marckmann, Jan Schou og Leif Maibom
- 1995 - Sommerskæg på Scandic

Medvirkende: Lise Lotte Lohmann, Mette Marckmann, Ib Frendø og Leif Maibom
- 1996

Medvirkende: Lise Lotte Lohmann, Inger Lolby, Tacha Elung Jensen, Ib Frendø og Leif Maibom
- 1997

Medvirkende: Lise Lotte Lohmann, Birgitte Nielsen, Hanne Stensgaard, Ib Frendø og Leif Maibom
- 1998

Medvirkende: Pia Rosenbaum, Tacha Elung Jensen, Karsten Jansfort og Leif Maibom
- 1999

Medvirkende: Pia Rosenbaum, Tacha Eling Jensen, Tom Jensen og Leif Maibom
- 2000

Medvirkende: Kit Eichler, Tina Christensen, Tom Jensen og Leif Maibom
- 2001

Medvirkende: Pia Rosenbaum, Bente Eskesen, Tom Jensen og Leif Maibom
- 2002

Medvirkende: Trine Gadeberg, Bente Eskesen, Tom Jensen og Leif Maibom
- 2003

Medvirkende: Lone Rødbroe, Bente Eskesen, Tom Jensen og Leif Maibom

Dansere: Ann Nielsen og Pernille Satsman
- 2004 - Vi morer os kongeligt

Medvirkende: Lone Rødbroe, Bente Eskesen, Tom Jensen og Leif Maibom

Dansere: Maiken Wessberg og Rikke Hvidberg
- 2005 - Hva' latter gør er altid det rigtige

Medvirkende: Lone Rødbroe, Gunvor Reynberg, Tom Jensen og Leif Maibom
Dansere: Maiken Wessberg og Rikke Hvidberg
- 2006 - Fra ingenting - til det dobbelte

Medvirkende: Lone Rødbroe, Bente Eskesen, Tom Jensen og Leif Maibom

Dansere: Maiken Wessberg og Rikke Hvidberg
- 2007

Medvirkende: Lone Rødbroe, Trine Gadeberg, Katja Elgaard Holm, Søren Hauch-Fausbøll og Leif Maibom
- 2008

Medvirkende: Lone Rødbroe, Marie Askehave, Katja Elgaard Holm, Søren Hauch-Fausbøll og Leif Maibom
- 2009

Medvirkende: Lone Rødbroe, Charlotte Guldberg, Rasmus Krogsgaard, Tom Jensen og Leif Maibom
- 2010 - Så synd da Danmark

Medvirkende: Trine Gadeberg, Lise Lotte Norup, Rasmus Krogsgaard, Max Hansen Jr. og Leif Maibom
- 2011 - 30 år i stiv medvind

Medvirkende: Trine Gadeberg, Anne-Karin Broberg, Rasmus Krogsgaard, Max Hansen Jr. og Leif Maibom
- 2012 - Lige til grænsen

Medvirkende: Trine Gadeberg, Ann Hjort, Kasper Gattrup, Flemming Jensen og Leif Maibom
- 2013 - Testet positiv

Medvirkende: Trine Gadeberg, Jeanne Boel, Kasper Gattrup, Flemming Jensen og Leif Maibom

Medinstruktør: Jan Hertz

Kapelmester: Thomas Pakula

Scenografi: Gitte Geertsen

Koreografi: Vivi Siggard Müller
- 2014 - Med blå næse og røde ører

Medvirkende: Trine Gadeberg, Jeanne Boel, Jens Andersen, Flemming Jensen og Leif Maibom

Instruktion: Jan Hertz

Kapelmester: Thomas Pakula

Scenografi: Gitte Geertsen

Koreografi: Peter Friis
- 2015 - Danmark For Tolket

Medvirkende: Lone Rødbroe, Pernille Schrøder, Karsten Jansfort, Flemming Jensen og Leif Maibom

Instruktion: Per Pallesen

Kapelmester: Thomas Pakula

Scenografi: Gitte Geertsen

Koreografi: Peter Friis
- 2016 - Herfra til Folkeligheden

Medvirkende: Jeanne Boel, Rikke Buch Bendtsen, Karsten Jansfort, Rasmus Krogsgaard og Leif Maibom

Instruktion: Jeanne Boel

Kapelmester: Thomas Pakula

Scenografi: Gitte Geertsen

Koreografi: Peter Friis
- 2017 - Når enden er god

Medvirkende: Jeanne Boel, Lone Rødbroe, Jacob Morild, Rasmus Krogsgaard og Leif Maibom

Instruktion: Jeanne Boel

Kapelmester: Thomas Pakula

Scenografi: Gitte Geertsen

Koreografi: Peter Friis
- 2018 - Før var vi alle i samme båd

Medvirkende: Jeanne Boel, Lone Rødbroe, Bjarne Antonisen, Karsten Jansfort og Asger Reher
Instruktion: Jeanne Boel
Kapelmester: Thomas Pakula
Scenograf: Klaus Kristensen
- 2019 - Sidste nyt fra latterfronten

Medvirkende: Jeanne Boel, Lone Rødbroe, Bjarne Antonisen, John Batz og Tom Jensen
Instruktion: Jeanne Boel
Kapelmester: Thomas Pakula
Scenograf: Klaus Kristensen
- 2020 - Latter uden grænser

Medvirkende: Jeanne Boel, Lone Rødbroe, Max-Emil Nissen, Pelle Emil Hebsgaard og Karsten Jansfort
Revyen blev aflyst grundet Coronapandemien.

Leif og Johnna Maiboms sidste sæson som direktører.
- 2021 - Sønderborg Sommer Revy Show

Medvirkende: Jeanne Boel, Lone Rødbroe, Jeff Schjerlund, Jesper Lundgaard og Carsten Svendsen

Instruktion: Jeanne Boel

Kapelmester: Thomas Pakula

Scenografi: Klaus Kristensen

Koreografi: Jeff Schjerlund og Jeanne Boel
Jeanne Boel og Klaus Kristensens første sæson som direktører alene.
- 2022 - Sønderborg Sommer Revy Show

Medvirkende: Jeanne Boel, Lisbeth Kjærulff, Jeff Schjerlund, Jesper Lundgaard og Rasmus Søndergaard

Instruktion: Jeanne Boel

Kapelmester: Thomas Pakula

Scenografi: Klaus Kristensen

Koreografi: Jeff Schjerlund og Jeanne Boel
Følgende numre var med:
| 1. Akt                    | Tekst                                           | Musik               | Medvirkende                                                               |  | 2. Akt              | Tekst                                        | Musik         | Medvirkende                                           |
| ------------------------- | ----------------------------------------------- | ------------------- | ------------------------------------------------------------------------- |  | ------------------- | -------------------------------------------- | ------------- | ----------------------------------------------------- |
| Åbning - Byernes by       | Leif Maibom                                     | Thomas Pakula       | Alle                                                                      |  | Krig og Fred        | Arrangement: Thomas Pakula                   | Div.          |                                                       |
| Velkommen                 | Leif Maibom                                     |                     | Jeanne Boel                                                               |  | Guldbryllupstalen   | Rasmus Søndergaard                           |               | Jesper Lundgaard og Rasmus Søndergaard                |
| Nye hænder                | Lars Bisgaard og Rasmus Søndergaard             |                     | Jeff Schjerlund, Jesper Lundgaard, Lisbeth Kjærulff og Rasmus Søndergaard |  | Lev med det, Mette  | Jacob Morild                                 | Thomas Pakula | Lisbeth Kjærulff, Jeanne Boel og Jeff Schjerlund      |
| Brev fra regionen         | Wendt/Tind/Engholm                              | Thomas Pakula       | Jeanne Boel                                                               |  | Ding Dong           | Jacob Morild                                 |               | Rasmus Søndergaard og Jeanne Boel                     |
| Guldkalven                | Søren Anker Madsen og Søren Vandkær Thomsen     |                     | Jeff Schjerlund, Jesper Lundgaard og Rasmus Søndergaard                   |  | Oprustning          | Leif Maibom                                  | Thomas Pakula | Jesper Lundgaard, Jeff Schjerlund og Lisbeth Kjærulff |
| ULLA T. På Herretoilettet | Lars Bisgaard og Rasmus Søndergaard             |                     | Jeanne Boel                                                               |  | MIT ID              | Rasmus Søndergaard                           |               | Jeanne Boel                                           |
| En trist omikron          | Idé: Lisbeth Kjærlund, Tekst: Rasmus Krogsgaard | Kai Norman-Andersen | Lisbeth Kjærulff                                                          |  | Sus i Susanne       | Jeanne Boel                                  |               | Jeanne Boel                                           |
| Pakkepost                 | Jan Svarrer og Søren Anker Madsen               |                     | Jeanne Boel, Jesper Lundgaard og Rasmus Søndergaard                       |  | Lille Mand          | Sune Gylling Æbelø                           | Thomas Pakula | Jeff Schjerlund                                       |
| Kursus for krænkerer      | Jeanne Boel og Kim Ace Schjerlund               |                     | Jeff Schjerlund                                                           |  | ULLA T. på 17       | Rasmus Søndergaard                           |               | Jeanne Boel                                           |
| STUR STUR NUMMER          | Idé: Jeanne Boel og Rasmus Søndergaard          | Thomas Pakula       | Jeanne Boel og Rasmus Søndergaard                                         |  | Det med småt        | Søren Nielsen og Peter Bisgaard Christiansen |               | Rasmus Søndergaard, Lisbeth Kjærulff og Jeanne Boel   |
| Familien Graversen        | Lisbeth Kjærulff og Kristian Jensen             |                     | Lisbeth Kjærulff, Jeanne Boel, Jeff Schjerlund og Jesper Lundgaard        |  | Peters Auto Genbrug | Leif Maibom                                  |               | Jesper Lundgaard                                      |
| ULLA T. Barbara B.        | Lars Bisgaard og Rasmus Søndergaard             |                     | Jeanne Boel                                                               |  | Finale - Sammen     | Rasmus Krogsgaard                            | Thomas Pakula | Alle                                                  |
| Det Perfekte Par          | Leif Maibom                                     | Thomas Pakula       | Jeff Schjerlund, Rasmus Søndergaard og Jesper Lundgaard                   |  |                     |                                              |               |                                                       |
| 3. etape                  | Leif Maibom                                     |                     | Jeanne Boel og Lisbeth Kjærulff                                           |  |                     |                                              |               |                                                       |
| Frelseren fra Thy         | Leif Maibom                                     | Thomas Pakula       | Alle                                                                      |  |                     |                                              |               |                                                       |

- 2023 - Sønderborg Sommer Revy Show

Medvirkende: Jeanne Boel, Jesper Lundgaard, Mette Marckmann, Karsten Jansfort og Teit Samsø
Instruktion: Jeanne Boel

Kapelmester: Thomas Pakula

Scenografi: Klaus Kristensen

Koreografi: Jeff Schjerlund og Jeanne Boel
Følgende numre var med:
| 1. Akt                    | Tekst                                      | Musik                 | Medvirkende                                                       |  | 2. Akt                 | Tekst                               | Musik         | Medvirkende                                           |
| ------------------------- | ------------------------------------------ | --------------------- | ----------------------------------------------------------------- |  | ---------------------- | ----------------------------------- | ------------- | ----------------------------------------------------- |
| Sluk mobilen med Mette F. | Jacob Morild                               | Thomas Pakula         | Mette Marckmann                                                   |  | Den nye store Musical  | Jacob Morild                        | Thomas Pakula | Alle                                                  |
| Syd på i år               | Leif Maibom                                | Thomas Pakula         | Alle                                                              |  | Den gode Fe            | Jacob Morild                        |               | Jeanne Boel                                           |
| Hvad føler du selv        | Sune Gylling Æbelø                         |                       | Teit Samsø og Jeanne Boel                                         |  | Øremærket barsel       | Rasmus Krogsgaard                   | Thomas Pakula | Jesper Lundgaard og Teit Samsø                        |
| Mellem Brødre             | Leif Maibom                                | Thomas Pakula         | Mette Marckmann og Jesper Lundgaard                               |  | To om en stol          | Jacob Morild og Mette Marckmann     |               | Mette Marckmann og Karsten Jansfort                   |
| Dybt go' nat sang         | Lars Bisgaard og Rasmus Søndergaard        |                       | Karsten Jansfort og Jeanne Boel                                   |  | Gryden                 | Idé: Jesper Lundgaard               |               | Jesper Lundgaard og Teit Samsø                        |
| Teit Fever                | Rasmus Krogsgaard                          | Thomas Pakula og div. | Teit Samsø                                                        |  | Ka' det være så svært? | Daniel Lassen                       | Thomas Pakula | Karsten Jansfort                                      |
| En god og en dårlig nyhed | Idé: Jesper Lundgaard. Tekst: Jacob Morild |                       | Mette Marckmann, Karsten Jansfort, Jesper Lundgaard og Teit Samsø |  | Klar, Parat, Spar      | Leif Maibom                         |               | Karsten Jansfort, Jesper Lundgaard og Jeanne Boel     |
| Lige en tanke             | Leif Maibom                                | Thomas Pakula         | Jeanne Boel                                                       |  | Techtoilet             | Lars Bisgaard og Rasmus Søndergaard |               | Teit                                                  |
| Køreskolen                | Niklas Holtne og Pernille Schrøder         |                       | Alle                                                              |  | Nye Tider              | Jacob Morild                        |               | Mette Marckmann, Karsten Jansfort og Jesper Lundgaard |
| En tur til de varme lande | Jacob Morild                               |                       | Mette Marckmann og Jesper Lundgaard                               |  | Og for for...          | Isabel Arnold, Fabritius og Engholm | Sven Gyldmark | Jeanne Boel                                           |
| Længe leve kongen         | Idé: Karsten Jansfort                      |                       | Karsten Jansfort                                                  |  | Jobsamtale             | Leif Maibom                         | Div.          | Jesper Lundgaard                                      |
| Sønderjysk Parlør         | Mette Marckmann                            | Thomas Pakula         | Mette Marckmann og Teit Samsø                                     |  | Så længe grinet lever  | Lukas Birch                         | Thomas Pakula | Alle                                                  |
| Leif på tuben             | Vase & Fuglsang                            |                       | Karsten Jansfort                                                  |  |                        |                                     |               |                                                       |
| Sol og vind               | Leif Maibom                                | Thomas Pakula         | Alle                                                              |  |                        |                                     |               |                                                       |

- 2024 - Sønderborg Sommer Revy Show 
  - Medvirkende: Jeanne Boel, Jesper Lundgaard, Teit Samsø, Sara Gadborg og Kasper Gattrup
  - Instruktion: Jeanne Boel
  - Kapelmester: Thomas Pakula
  - Scenografi: Klaus Kristensen
  - Koreografi: Jeanne Boel

## Priser
Sønderborg Sommer Revy og dens medvirkende har igennem årene flere gange været nomineret til priser ved Revyernes Revy og ved Charlies Revy Galla på TV2 Charlie.
Sønderborg Sommer Revy har vundet prisen som "Årets Revy" i 2008 og 2017.
Leif Maibom var flere gange nomineret som Årets Revyforfatter og modtog prisen i 1995 og igen i 2000. I 2017 kåredes Leif Maibom som Årets Mandlige Kunstner ved Charlies RevyGalla. og i 2018 som Årets Æreskunstner.
Revyens faste kapelmester gennem mange år, Thomas Pakula, blev kåret som Årets Revykomponist i 2005, 2015 og 2024.
I 2023 vandt Teit Samsø prisen som Årets Talent for sin medvirken i Sønderborg Sommer Revy.

## TV
I 1998 udsendte DR en time lang udgave af årets revy.
Da TV2 Charlie i 2011 startede med at vise uddrag af danske revyer, var Sønderborg Sommer Revy med fra begyndelsen.

## Thorleif
Et af revyens kendetegn var Leif Maiboms signaturfigur Thorleif. Thorleif opstod i revyen i 1984 som en naiv fynsk fodboldfan, og efterfølgende skrev og fremførte Leif Maibom hvert år en ny udgave af Thorleif. Thorleif fik sin sidste sceneoptræden i revyen i 2017.
I 2000 stiftedes Thorleif-Fonden, som årligt uddeler en Thorleif-pris på kr. 8.000. Prisen gives til en person, der har gjort noget særligt for den danske revy. Fonden bestyres af Johnna og Leif Maibom.
Modtagere
- 2001: Simon Rosenbaum
- 2002: Grethe Sønck
- 2003: Ernst Trillingsgaard
- 2004: Jan Schou
- 2005: René Richardt
- 2006: Tom Jensen, Tager Frandsen og Torben "Træsko" Pedersen (blev uddelt til tre personer i anledning af Sønderborg Sommer Revys 25 års jubilæum)
- 2007: Jacob Morild
- 2008: Flemming Krøll
- 2009: Mads Nørby
- 2010: Ulf Pilgaard
- 2011: Gunnar Geertsen og Gitte Geertsen
- 2012: Henrik “Baloo” Andersen
- 2013: Ulla Jessen
- 2014: Pia Ullehus
- 2015: Jeanne Boel
- 2016: Thomas Pakula
- 2017: Jan Hertz
- 2018: Jeanette og Michael Larsen
- 2019: Hanne Bjørnskov
- 2020: Lars Arvad
- 2021: ikke uddelt
- 2022: Lone og Mickey Holland Pless
- 2023: Joy-Maria Frederiksen